# Медінген (Люксембург)
Медінген (люксемб. Méideng, фр. Medingen, нім. Medingen) — невелике місто в комуні Контерн, на півдні Люксембургу.